# إدي الكسندر
إدي الكسندر (بالإنجليزية: Eddie Alexander) هو دراج بريطاني، ولد في 10 أغسطس 1964 في المملكة المتحدة.

## وصلات خارجية
- إدي الكسندر على موقع أرشيف الدراجات (الإنجليزية)
- إدي الكسندر على موقع أوليمبيديا (الإنجليزية)
- إدي الكسندر على موقع اللجنة الأولمبية البريطانية (الإنجليزية)